# アエパ
アエパ（ロシア語: Аепа、1070年頃 - ?）は、ポロヴェツ族のハンである。
ポロヴェツ族は時にはルーシ諸公と対立し、ある時には同盟をなした遊牧民族であるが、オセニの子であるアエパは1108年1月12日に、娘をユーリー・ドルゴルーキーと結婚させることでルーシと同盟を結んだ。一方、1113年にはポロヴェツのハン・ボニャークと共にルーシ領のヴィリを包囲し、その要塞の城壁付近に数日の間布陣した。この戦いは、ルーシのドルジーナ隊接近の報を聞いてポロヴェツ軍が退却することで終結した。
なお、その後、ブルガール族から毒入りの食物を送られたことでアエパを含む多くのポロヴェツ族が毒死し、生存者も戦いに敗れ捕虜となっている。また、オセニの子のアエパがユーリーと婚姻同盟を結んだ同日に、ポロヴェツ族のギルゲルの子のアエパという人物が、娘をスヴャトスラフ・オリゴヴィチというルーシの公に嫁がせているが、このアエパの詳細は不明である。